# Karl-Heinz Bauer (Mediziner)
Karl-Heinz Bauer (* 19. August 1958 in Neuötting) ist ein deutscher Mediziner. Er ist seit dem 1. Oktober 2003 Chefarzt der Klinik für Chirurgie der Knappschaft Kliniken Dortmund im Klinikum Westfalen. 2006 wurde Bauer zum Ärztlichen Direktor des Hauses berufen. Er ist seit 1999 Vereinsarzt für den VfL Bochum und unterrichtet an der Technischen Universität Dortmund.

## Werdegang
Nach dem Abitur war Bauer zunächst als Medizinisch-technischer Assistent (MTA) (Labor) tätig, bevor er das Medizinstudium an der Ruhr-Universität Bochum aufnahm, das er 1986 abschloss. Mit einer Doktorarbeit über die Kolostomie wurde er 1987 zum Dr. med. promoviert. Ebenfalls zu einem Thema aus dem Bereich des Stoffwechsels habilitierte er sich 2001, indem er die Beeinflussbarkeit der operationsbedingten Immunsuppression durch präoperative enterale Immunnutrition bei elektiven Oberbaucheingriffen analysierte. Er ist Facharzt für Chirurgie und führt die Schwerpunktbezeichnungen Unfallchirurgie und Viszeralchirurgie sowie die Zusatzbezeichnungen Sportmedizin und Spezielle Unfallchirurgie.
In der Chirurgischen Klinik der Universitätsklinik St. Josef-Hospital war Bauer ab 1992 zunächst als Funktionsoberarzt tätig. In seiner Zeit als Oberarzt behandelte er Patienten in der Unfallchirurgischen Klinik – Unfallklinik Dortmund und im Universitätsklinikum St. Josef-Hospital, Bochum, wo er 1998 Leitender Oberarzt wurde. Erstmals Chefarzt wurde Bauer im Jahr 2000 in der Giradetklinik, Essen. Seit 2003 ist er Chefarzt der Chirurgischen Klinik am Knappschaftskrankenhaus Dortmund. Dort wurde er auf Vorschlag seiner chefärztlichen Kollegen vom Krankenhausträger zum Ärztlichen Direktor ernannt. 2016 verlieh ihm die Technische Universität Dortmund die Professorenwürde. Im selben Jahr wurde Bauer zum Präsidenten der Vereinigung Niederrheinisch-westfälischer Chirurgen gewählt.

## Wirken
Bauer baute die vier Chirurgischen Abteilungen des Knappschaftskrankenhauses Dortmund auf:
- Allgemein- und Viszeralchirurgie
- Unfallchirurgie
- Sportmedizin und
- Thoraxchirurgie

Er entwickelte sie fachlich, baulich, technisch und personell auf das Niveau von Universitätskliniken weiter. Dies fand seinen Niederschlag in der Anerkennung des Knappschaftskrankenhauses Dortmund als Akademisches Lehrkrankenhaus der Ruhruniversität Bochum. Zunächst entstand das Darmzentrum Dortmund, in dem die für die Behandlung von Darmtumoren erforderlichen Fachabteilungen  fachübergreifend zusammenwirken.  

## Schwerpunkte
- Intensivmedizin
- Ernährung von Patienten mit bösartigen Erkrankungen
- Hernien
- Minimalinvasive Chirurgie

## Mitgliedschaften
- Deutsche Gesellschaft für Chirurgie
- Vereinigung der Bayerischen Chirurgen
- Vereinigung Niederrheinisch-Westfälischer Chirurgen
- Deutsche Gesellschaft für Ernährungsmedizin
- Deutsche Gesellschaft für Visceralchirurgie
- Deutsche Kontinenz Gesellschaft
- Berufsverband der Deutschen Chirurgen e.V.